# Prato-di-Giovellina
Prato-di-Giovellina es una comuna francesa situada en la circunscripción departamental de Alta Córcega, en el territorio de la colectividad de Córcega.

## Demografía
| 41 | 57 | 54 | 47 | 39 | 40 | 42 |
| Para los censos de 1962 a 1999 la población legal corresponde a la población sin duplicidades (Fuente: INSEE [Consultar]) |    |    |    |    |    |    |